# Alliance of Valiant Arms
Alliance of Valiant Arms (en coreano 아바), también llamado A.V.A. es un videojuego de disparos en primera persona multijugador en línea gratuito, desarrollado por Red Duck Inc. y distribuido por Neowiz. Fue publicado el 23 de octubre de 2007.
El 2 de junio de 2009, fue anunciado que ijji adquirió A.V.A. para la versión norteamericana y europea del juego, programado para una versión beta cerrada el 23 de septiembre de 2009. La versión beta abierta empezó el 14 de octubre de 2009.

## Jugabilidad
A.V.A. está basado en una guerra ficticia entre la U.E. (Unión Europea) y la N.R.F. (Neo Federación Rusa). La jugabilidad es muy similar a otros videojuegos de disparos en primera persona. Desde el menú de compras, cosas como accesorios de armas, armaduras, cascos y actualizaciones de habilidades pueden ser adquiridos. Todo esto tiene un medidor que baja mientras más sea usado en juego. Hay tres tipos de medidores el de horas/días, que te permite ver cuántos días puedes permanecer con ese objeto, el medidor de gasto consiste que conforme usas el objeto se va desgastando y no lo puedes reparar, y el medidor permanente, que conforme uses ese objeto se va desgastando lentamente y sí lo puedes reparar.

### Audio
A.V.A. cuenta con comunicaciones de radio, similares a otros videojuegos del género. El tono de voz cambia dependiendo de la salud restante del jugador y la situación en la cual este se encuentre. Por ejemplo, un comando de voz tiene usualmente un tono de voz normal, pero en batalla el tono cambia y empezará a gritar. También, si un compañero muere cerca de algún aliado, el aliado gritará frases como "The Commander's been hit!", si es que el comandante es disparado y muere. Personajes también dirán cuando estos estén usando granadas o recargando.  Los jugadores pueden escoger entre los bandos con voces específicas (E.U. hablarán inglés en mensajes de radio, N.R.F. en ruso). El lenguaje de audio puede ser cambiado en opciones, desde el que viene preestablecido inglés/ruso al lenguaje de región donde el juego esté localizado. Este método es muy útil en casos de tensión, es un gran método de comunicación entre jugadores de un mismo equipo. Se suele utilizar un programa llamado "Ventrilo" para comunicación mediante un micrófono y auriculares para una mejor comunicación con tus compañeros de equipo.

## Modos de juego
- Annihilation: ochenta a ciento ochenta puntos. Esencialmente es un combate a muerte por equipos. La E.U. y N.R.F. compiten por la mayor cantidad de muertes antes que el tiempo o límite de puntos sea alcanzado, el ganador es definido por quien tiene el número mayor de puntos al final del asalto.
- Demolition: seis a ocho rondas; en este modo la E.U. debe plantar una bomba C4 en uno de los dos sitios designados antes de que el tiempo acabe. La N.R.F. debe defender estos lugares. Nuevamente los dos equipos también pueden eliminarse para ganar, pero si la E.U. planta la bomba, la N.R.F. debe desactivarla para que pueda ganar.
- Convoy: seis a ocho rondas; una maleta nuclear es guardada por la N.R.F. en el mapa, la E.U. debe encontrarla y traerla de vuelta a su base antes de que el tiempo acabe, los equipos también pueden eliminarse para ganar.
- Escort: dos rondas; la E.U. protege a un tanque moviéndose a través del mapa mientras que la N.R.F. debe usar RPG guardados alrededor del mapa para detener el tanque. El tanque deber llegar al final del mapa antes de que el tiempo acabe. A lo largo del mapa hay checkpoints donde la E.U. aparecerá cuando el tanque llegue a ellos. Un tiro de un RPG hace al tanque más lento, dos lo detienen. Una vez que el tanque ha sido detenido, la E.U. puede repararlo, y seguirá moviéndose. Al final de la primera ronda, los jugadores cambiarán de lado y bando.
- Free For all: treinta a noventa muertes; este modo fue agregado a mediados de febrero de 2008. Este es el tipo de juego donde el objetivo es matar a cualquiera, hasta que el determinado número de muertes se alcance. Hay paquetes de salud repartidos a través del mapa que mejorarán la salud, pero no la armadura. Este modo de juego fue entregado con dos mapas modificados para FFA. Un subfusil PP-2000 fue entregado con este modo también. Actualmente se encuentra disponible para la versión coreana solamente.
- Suppression: cinco a quince rondas; un grupo de cuatro jugadores de la E.U. deben sobrevivir una oleada de soldados N.R.F. controlados por computadora quienes desprenden munición y salud cuando mueren. Los Jugadores humanos tienen un número limitado de vidas por rondas.
- Domination: una ronda; los equipos E.U. y N.R.F. deben capturar el centro de comando localizado en medio del mapa y controlarlo por cierto tiempo para ganar.
- Survival: un grupo de cuatro jugadores de la E.U., tiene solo una vida para matar lo más posible a enemigos controlados por computador. Enemigos desprenden munición o salud cuando mueren y progresivamente mejoran mientras el tiempo avanza.
- Escape: el equipo de la E.U. debe matar una cierta cantidad de prisioneros. Luego proceder a la puerta de escape que está bajo tierra, mientras que en el camino luchan contra una gran cantidad de prisioneros. Luego desbloquear varias puertas y plantar una bomba C4.
- Cross steal: los equipos tienen que correr hacia la base enemiga para recoger los maletines conteniendo un circuito y regresar corriendo a su base para poder acabar la misión, son 5 y el equipo que llegue a 5 misiones concluidas será el ganador.
- Infection: El modo de juego más reciente , como humano la misión consiste en sobrevivir por el tiempo que se te pide, no debes ser infectado, como zombi, primero se escogen a 2 humanos, como primeros infectados. Son mujeres que tienen que infectar a todos. Si el tiempo se acaba ganan los humanos y si infectan a todos, los infectados ganan.